# Formula 750
La formula 750, anche detta F-750, è stata una serie motociclistica di velocità su pista, ideata e omologata dalla FIM (Federazione Internazionale del Motociclismo) come serie internazionale denominata Prix F.I.M. 750, riservata alle moto derivate dalla serie, di cilindrata inferiore a 750 cm³.

## Storia
La gara inaugurale venne disputata il 15 aprile 1973 sul circuito di Imola e vinta da Jarno Saarinen su Yamaha, davanti alla Ducati di Bruno Spaggiari. Le altre gare si disputarono su prestigiosi circuiti come Anderstorp, Silverstone, Hockenheim, Montjuïc e, nelle successive edizioni, anche Jarama, Daytona, Magny-Cours, Assen, Zolder, Laguna Seca, Brands-Hatch, Le Castellet e Mosport.
Le intenzioni della F.I.M. erano quelle di aggiornare la cilindrata massima delle moto da gran premio alle nuove abitudini del mercato europeo che, dai primi anni settanta, prediligeva motociclette di 750 cm³ e, soprattutto, di unificare le gare del motomondiale con le gare che si svolgevano negli Stati Uniti, in un unico campionato.
Nel 1977 la formula 750 venne ufficialmente inclusa nel campionato nel mondo e disputata regolarmente fino al 1979.

## La fine
Venuto il momento di decidere quale classe mantenere tra la "750" e la "500", per ragioni di continuità e visti i problemi tecnici derivanti dalla potenza dei motori, eccessiva per i telai e gli pneumatici dell'epoca (oltre al fatto che la 750 era divenuta una sorta di "monomarca" Yamaha: nel 1979, su 60 piloti andati a punti, solo 4 non erano in sella alle TZ 750 4 cilindri), i costruttori e la FIM decisero di mantenere la vecchia classe 500, sopprimendo la formula 750, al termine della stagione 1979.

## Record
Con la vittoria nella stagione 1977, Steve Baker fu il primo pilota statunitense a conquistare un titolo iridato nel motomondiale.
Il pilota più vittorioso della categoria fu Johnny Cecotto che in cinque stagioni fece sue ben 13 vittorie. Di poco staccati gli statunitensi Steve Baker e Kenny Roberts con 12 vittorie a testa precedono Patrick Pons con sette. Fra le motociclette, spiccano i 78 successi della Yamaha (su 102 gare complessive), davanti a Suzuki (13) e Kawasaki (11). Nessuna delle altre otto case costruttrici che presero parte alla categoria riuscì mai a salire sul gradino più alto del podio.
Alle gare della formula 750, presero parte grandi nomi di motociclismo, tra cui i pluri-iridati Giacomo Agostini, Johnny Cecotto, Phil Read, Kenny Roberts e Barry Sheene.

## Titoli per piloti e costruttori della Formula 750

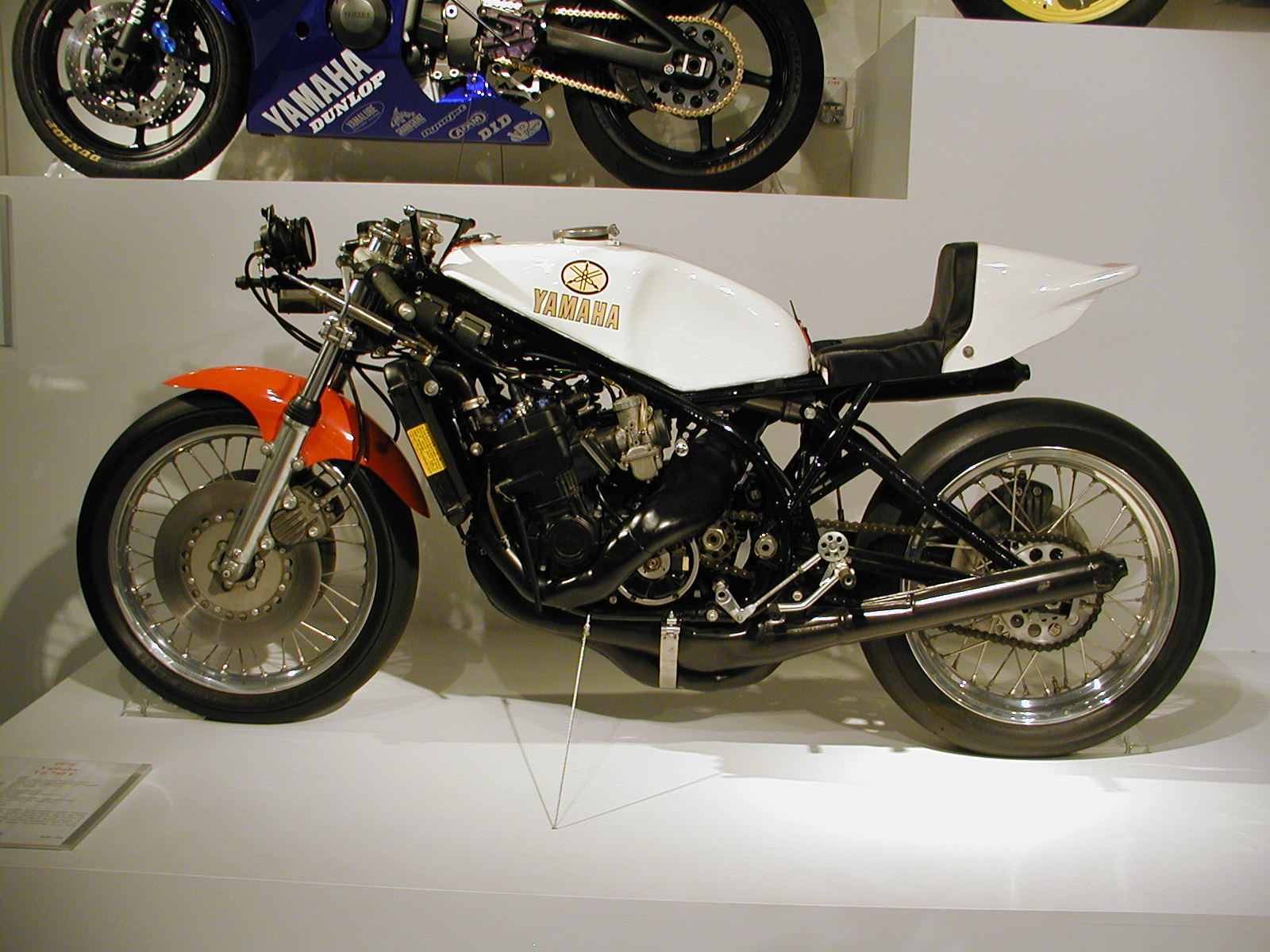
La Yamaha TZ 750 E del 1979.

| Stagione | Pilota         | Costruttore          | Validità            |
| -------- | -------------- | -------------------- | ------------------- |
| 1973     | Barry Sheene   | Suzuki               | Prix F.I.M. 750     |
| 1974     | John Dodds     | Yamaha               | Prix F.I.M. 750     |
| 1975     | Jack Findlay   | Yamaha               | Prix F.I.M. 750     |
| 1976     | Víctor Palomo  | Bakker/Yamaha Yamaha | Prix F.I.M. 750     |
| 1977     | Steve Baker    | Yamaha               | Campionato mondiale |
| 1978     | Johnny Cecotto | Yamaha               | Campionato mondiale |
| 1979     | Patrick Pons   | Yamaha               | Campionato mondiale |